# Gryllotalpa obscura
Gryllotalpa obscura är en insektsart som beskrevs av Lucien Chopard 1966. Gryllotalpa obscura ingår i släktet Gryllotalpa och familjen mullvadssyrsor. Inga underarter finns listade i Catalogue of Life.